# Garrya ovata
Garrya ovata är en garryaväxtart som beskrevs av George Bentham. Garrya ovata ingår i släktet Garrya och familjen garryaväxter.

## Underarter
Arten delas in i följande underarter:
- G. o. goldmanii
- G. o. lindheimeri
- G. o. mexicana
- G. o. ovata